# Металіст (Севастополь)
Футбольний клуб «Металіст» або просто «Металіст»  — радянський футбольний клуб з міста Севастополь, Крим.

## Історія
Футбольний клуб «Харчовик» не пізніше середини 50-х роках XX століття в місті Севастополь. Спочатку виступав у регіональних змаганнях. Протягом своєї історії виступала в аматорських змаганнях УРСР та Кримської області. У середині 1980-х років команду розформували.

## Досягнення
- Чемпіонат УРСР серед КФК
  -  Чемпіон (2): 1965[1], 1966[1]

- Чемпіонат Криму
  -  Чемпіон (2): 1961[1], 1965[1], 1966[1], 1982[1]
  -  Срібний призер (1): 1969
  -  Бронзовий призер (1): 1967

- Кубок Криму
  -  Володар (5): 1964, 1966, 1967, 1975, 1982
  -  Фіналіст (1): 1980

## Відомі гравці
- Віктор Литвинов
- Анатолій Солодовников

## Відомі тренери
- Павло Скляров (1962–1963)
- Анатолій Захаров (1965–1966)
- Анатолій Дьомін (1975–1978)
- Володимир Голубєв (1979–1982)